# Amyrea sambiranensis
Amyrea sambiranensis là một loài thực vật có hoa trong họ Đại kích. Loài này được Leandri mô tả khoa học đầu tiên năm 1941.